# Thatcher (Schiff, 1943)
Die USS Thatcher (DD-514) war ein zur Fletcher-Klasse gehörender Zerstörer der United States Navy. Der Zerstörer wurde im Zweiten Weltkrieg überwiegend im Pazifik eingesetzt. 1945 wurde das Schiff bei einem Kamikazeangriff schwer beschädigt. Die USS Thatcher wurde im November 1945 außer Dienst gestellt und im Januar 1948 zum Abbruch verkauft.

## Namensgeber
Henry Knox Thatcher (1806–1880) war Rear Admiral der US Navy. Er diente im Amerikanischen Bürgerkrieg auf Seiten der Unionstruppen.

## Technik

### Rumpf und Antrieb
Der Rumpf der USS Thatcher war 114,7 m lang und 12,2 m breit. Der Tiefgang betrug 5,4 m, die Verdrängung 2.100 Tonnen. Der Antrieb des Schiffs erfolgte durch zwei Dampfturbinen von General Electric, der Dampf wurde in vier Kesseln von Babcock & Wilcox erzeugt. Die Leistung betrug 60.000 Wellen-PS, die Höchstgeschwindigkeit lag bei 35 Knoten.

### Bewaffnung und Elektronik
Hauptbewaffnung des Zerstörers waren bei Indienststellung die fünf 5″-L/38-Mk.30-Einzeltürme. Dazu kamen diverse Flugabwehrkanonen, die im Laufe des Krieges immer weiter verstärkt wurde.
Die USS Thatcher war mit Radar ausgerüstet. Am Mast über der Brücke waren ein SG- und ein SC-Radar montiert, mit denen Flugzeuge auf Entfernungen zwischen 15 und 30 Seemeilen und Schiffe in Entfernungen zwischen 10 und 22 Seemeilen geortet werden konnten. Zur Unterwasserortung war ein QC-Sonar eingebaut.

## Geschichte
Die USS Thatcher wurde am 20. Juni 1942 bei Bath Iron Works Corp. auf Kiel gelegt und lief am 6. Dezember 1942 vom Stapel. Taufpatin war Charlotte L. Hyde. Am 10. Februar 1943 wurde der Zerstörer unter dem Kommando von Lieutenant Commander Leland R. Lampman in Dienst gestellt.

### 1943
Nach dem Abschluss der Erprobungs- und Ausbildungsfahrten eskortierte die Thatcher am 29. April 1943 den Konvoi UGF-8 von New York nach Casablanca und kehrte mit dem Konvoi GUF-8 am 31. Mai 1943. Am 11. Juni verlegte sie in den Pazifik. Ab 19. Juni gehörte sie der Pazifikflotte an und war Teil der Destroyer Division (DesDiv) 46 des Destroyer Squadron (DesRon) 23. Nach einer Modifizierung der Bewaffnung in der Mare Island Naval Shipyard lief sie am 31. Juli in Pearl Harbor ein.
Ende August war sie an den Angriffen auf Marcus Island beteiligt. Mitte September nahm sie Kurs auf die Neuen Hebriden und erreichte am 27. September Espiritu Santo. Anschließend wurde zum Geleitdienst zwischen Espiritu Santo und Guadalcanal sowie Mitte Oktober zum Schutz eines Nachschubkonvois nach Vella Lavella eingesetzt.
Die Task Force (TF) 39, bestehend aus der Cruiser Division 12 (CruDiv 12) und dem DesRon 23, wurde Ende Oktober in der Purvis Bay gebildet, um die Landung auf Bougainville zu unterstützen. TF 39 beschoss den Flugplatz Bonis auf Buka und lief dann zur Südspitze von Bougainville, um Flugplätze auf den Shortland-Inseln zu beschießen. Nach der Landung bei Torokina am 1. November wurde die TF 39 zum Schutz der Truppen eingesetzt.

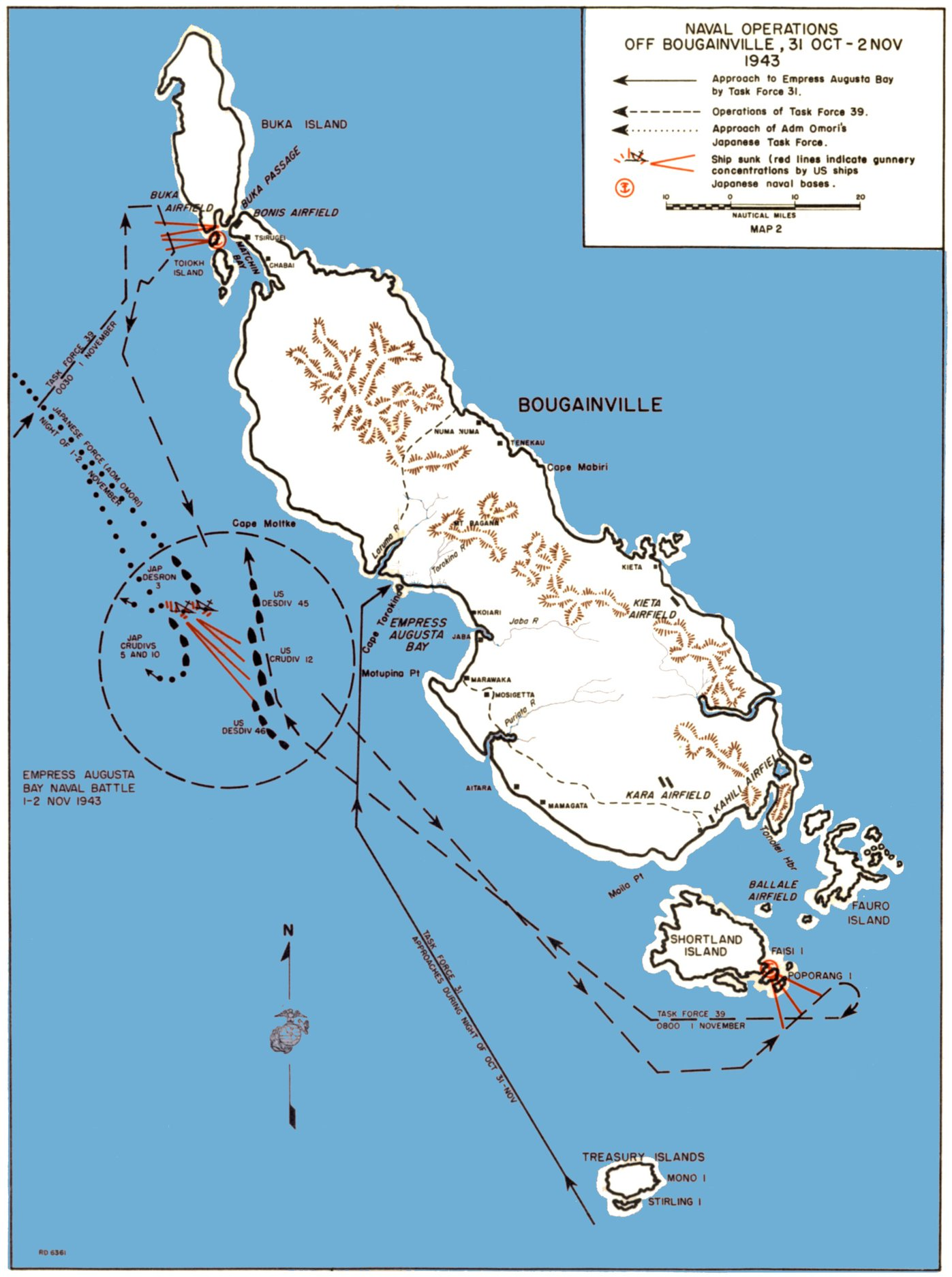
Verlauf der Seeschlacht bei der Kaiserin-Augusta-Bucht

Am Nachmittag bekam die TF 39 den Befehl, einen aus vier Kreuzern und sechs Zerstörern bestehenden japanischen Verband, der südlich von Rabaul gesichtet worden war, abzufangen. Am 2. November um 2:27 Uhr wurden die japanischen Schiffe durch Radar geortet. Die neben der Thatcher aus den Zerstörern Spence, Converse und Foote bestehende DesDiv 46 schützte die hintere Flanke des amerikanischen Verbandes. Um 3:32 Uhr griff die DesDiv 46 ins Gefecht ein und schoss 19 Torpedos auf die japanischen Schiffe, von denen keiner traf. Im weiteren Verlauf der Schlacht wurde die Foote von einem Torpedo getroffen und verlor ihr Heck. Die Spence schrammte entlang der Thatcher. Beide Schiffe blieben einsatzfähig. Auf japanischer Seite gingen der Leichte Kreuzer Sendai und der Zerstörer Hatsukaze verloren. Am nächsten Tag wurde TF 39 von über 100 Flugzeugen angegriffen. Über 20 Maschine konnten abgeschossen werden, während die Montpelier von zwei Bomben getroffen wurde.
Bei einer Inspektion der Thatcher wurde festgestellt, dass die Beschädigungen durch die Kollision so gravierend waren, dass der Zerstörer nach einer provisorischen Reparatur der Steuerbordwelle auf Nouméa über Esperitu Santo zur Mare Island Naval Yard fahren musste. Am 20. November verließ das Schiff Esperitu Santo und eskortierte die Birmingham nach San Francisco. Am 14. Dezember erreichten die beiden Schiffe ihr Ziel.

### 1944

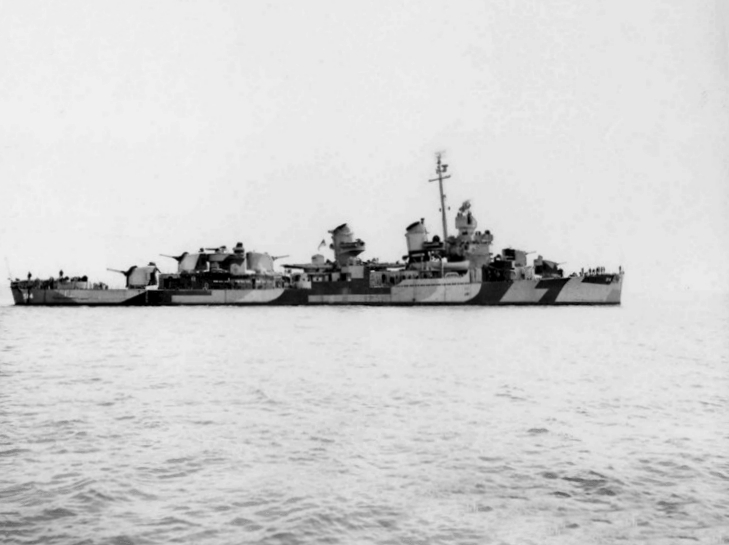
Thatcher am 7. Februar 1944

Im Februar 1944 verließ die USS Thatcher San Francisco mit Ziel Pearl Harbor. Dort führte sie Übungen durch, um die Einsatzbereitschaft wiederzuerlangen. Ab 14. März gehörte sie erneut zur TF 39 und unterstützte die Landung auf Emirau am 20. März. Sie wurde am 26. März der Task Group (TG) 58.3 der TF 58 unterstellt und eskortierte die Flugzeugträger während der Luftangriffe auf Palau, Yap, Ulithi und Woleai zwischen dem 30. März und dem 1. April 1944. Anschließend zog sich die TG 58.3 in das Gebiet der Marshallinseln zurück, um sich auf die folgenden Operationen vorzubereiten. Am 13. April lief die TF 58 mit Ziel Neuguinea aus, um am 21. und 22. April Luftangriffe auf Hollandia, Wakde, Sawar und Sarmi durchzuführen, um die Landungen bei Aitape sowie in der Tanahmerah-Bucht und in der Humboldt-Bucht zu unterstützen. Am 29. April befand sich die USS Thatcher bei den Flugzeugträgern die einen zweitägigen Luftangriff auf Pohnpei durchführten.
Der Zerstörer kehrte am 4. Mai nach Majuro zurück, um dort zur Reparatur eingedockt zu werden. Nach dem Abschluss der Reparaturen wurden Geschützübungen durchgeführt. Bei einem Unfall am 26. Mai feuerte das Geschütz 53 in das an Steuerbordseite in Schiffsmitte befindliche 20-mm-Geschütz, wodurch fünf Mann getötet wurden. Die notwendigen Reparaturen wurden zeitig beendet, so dass der Zerstörer mit der TG 58.4 Kurs auf die Marianen nehmen konnte.
Während die Task Group in der Nähe von Saipan operierte, wurden Thatcher und Charles Ausburne am Abend des 12. Juni zur Rettung von Piloten in der Nähe von Pagan befohlen. Die beiden Schiffe näherten sich bis auf fünf Seemeilen der von Japanern besetzten Insel. Kurz vor dem Einbruch der Dunkelheit nahm die Charles Ausburne die Piloten auf, während die Thatcher ein Schiff untersuchte, der in sechs Seemeilen Entfernung gesichtet wurde. Es handelte sich um einen kleinen Frachter, der nach Beschuss in Brand geriet und explodierte. Kurze Zeit später versenkte die Charles Ausburne ein weiteres Frachtschiff.
Die Träger führten am 15. und 16. Juni Angriffe gegen die Bonininseln durch und liefen dann nach Saipan. Am 18. Juni bezog die Thatcher Position auf der Nordflanke der TF 58 und nahm an der Schlacht in der Philippinensee teil. Anschließend wurde die TG 58.4 mit Treibstoff versorgt und setzte die Angriffe auf Rota und Guam fort. Am 27. Juni begleitete das DesRon 23 die Miami und Houston bei der Beschießung von Zielen auf beiden Inseln. Der Angriff wurde am 30. Juni wiederholt.
Die Thatcher lief zusammen mit der Task Group am 6. Juli nach Eniwetok und blieb dort für die nächsten drei Wochen, um anschließend wieder Kurs auf die Marianen zu nehmen. Nach seiner Rückkehr nach Eniwetok am 2. Juli wurde der Zerstörer der TG 30.8 der 3. US-Flotte unterstellt. Am 31. August erreichte sie zusammen mit den Betriebsstoffversorgern der TG 30.8 Seeadlerhafen. Die folgenden drei Monate operierte sie zusammen mit den unterschiedlichsten Einheiten der Task Group.
Ab Dezember 1944 gehörte die USS Thatcher zur TG 38.3. Die Flugzeugträger führten zwischen dem 14. und 16. Dezember Luftangriffe gegen Lzuon durch, um die Landungen auf Mindoro zu unterstützen. Anschließend zog sich die Task Group zurück, um Treibstoff zu übernehmen, als sich ein Taifun näherte. Die USS Thatcher konnte noch die Hälfte der möglichen Treibstoffmenge übernehmen, bevor durch die schwere See die Schläuche brachen. Bei dem Versuch aus dem Taifun zu fahren, liefen die Schiffe jedoch aufgrund einer falschen Einschätzung des Meteorologen in den Sturm hinein. Drei Zerstörer, darunter die USS Spence gingen im Taifun verloren. Nach dem Abklingen des Sturms sammelte sich die TF 38 wieder. Die USS Thatcher wurde erneut der TG 30.8 zugeteilt.

### 1945
Am 8. Januar 1945 wurde eine spezielle Versorgungsgruppe, bestehend aus sechs schnellen Betriebsstoffversorgern, zwei Geleitflugzeugträger, der Thatcher und acht weiteren Zerstörern zusammengestellt, die die Versorgung der Flugzeugträger im Südchinesischen Meer gewährleisten sollte. Die Gruppe begleitete die Flugzeugträger in das Südchinesische Meer und bezog Position zwischen den Philippinen und der Küste Indochinas. Der Zerstörer lief am 20. Januar mit einer Gruppe leerer Versorger nach Guam.
Anschließend wurde die Thatcher nach Leyte befohlen und schloss sich der 7. US-Flotte an, um am 13. Februar einen Konvoi in die Subic-Bucht zu eskortieren. Zwischen dem 19. Februar und 3. März unterstützte sie mit ihrer Artillerie die Truppen der US Army an Land. Nach zweiwöchigen Geleitdienst wurde sie der TG 78.3 zugewiesen, die Visayas angreifen sollte. Die Gruppe lief am 15. März aus und nahm Kurs auf die Landungsabschnitte im Süden Panays. Am 18. März befand sich die Thatcher vor der Insel und bekämpfte zwei abgeschnittene japanische Gruppen mit ihren Geschützen. Bei der Landung bei Negros Occidental am 29. März setzte sie ihre Artillerie zur Unterstützung der vorrückenden Truppen ein. Am 5. April verließ sie die Philippinen und wurde nach San Pedro befohlen, um für die anstehenden Operationen gegen die Ryūkyū-Inseln ausgerüstet zu werden.
Am 13. Mai lief die USS Thatcher nach den Kerama-Inseln. Sie wurde als Radarvorposten eingesetzt und hatte die Aufgabe anfliegende feindliche Flugzeuge zu orten und abzufangen, bevor sie die Reeden mit den Transportschiffen erreichen konnten. Am 20. Mai ortete sie eine große Anzahl japanischer Flugzeuge, welche die Ankerplätze anflogen. Alle Schiffe eröffneten das Feuer auf die Angreifer. Die USS Thatcher wurde das Ziel einer tieffliegenden Nakajima Ki-43 Oscar, die sich auf den Zerstörer stürzte und ihn hinter der Brücke traf. Das Schiff war antriebslos und manövrierunfähig und hatte ein etwa sechs Quadratmeter großes Loch zwischen Kiel und Bilge. Die USS Boyd und USS Pavlic kamen längsseits und halfen bei der Bergung der Verwundeten und der Brandbekämpfung. 14 Mann wurden durch den Kamikazeangriff getötet und 53 verwundet. Das beschädigte Schiff wurde nach den Kerama-Inseln gebracht und dort eingedockt. Am 13. Juli war die USS Thatcher soweit repariert, dass sie seetauglich war und einen Taifun in der Bruckner Bay abreiten konnte. Am 19. Juli wurde sie erneut Ziel eines Kamikazeangriffs, der nur leichte Schäden verursachte und zwei Mann verwundete. Die USS Thatcher nahm am 25. Juli Kurs auf die Westküste der Vereinigten Staaten und lief über Ulithi, Majuro, Eniwetok, Johnston Island und Hawaii nach Bremerton, wo sie am 20. August ankam. Nach dem Begutachten der Beschädigungen wurde die Verschrottung des Zerstörers beschlossen. Am 23. November wurde die USS Thatcher außer Dienst gestellt.

## Verbleib
Am 23. Januar 1948 wurde das Schiff zum Abbruch verkauft.

## Auszeichnungen
Die USS Thatcher erhielt zwölf Battle Stars.